# Bob Weighton

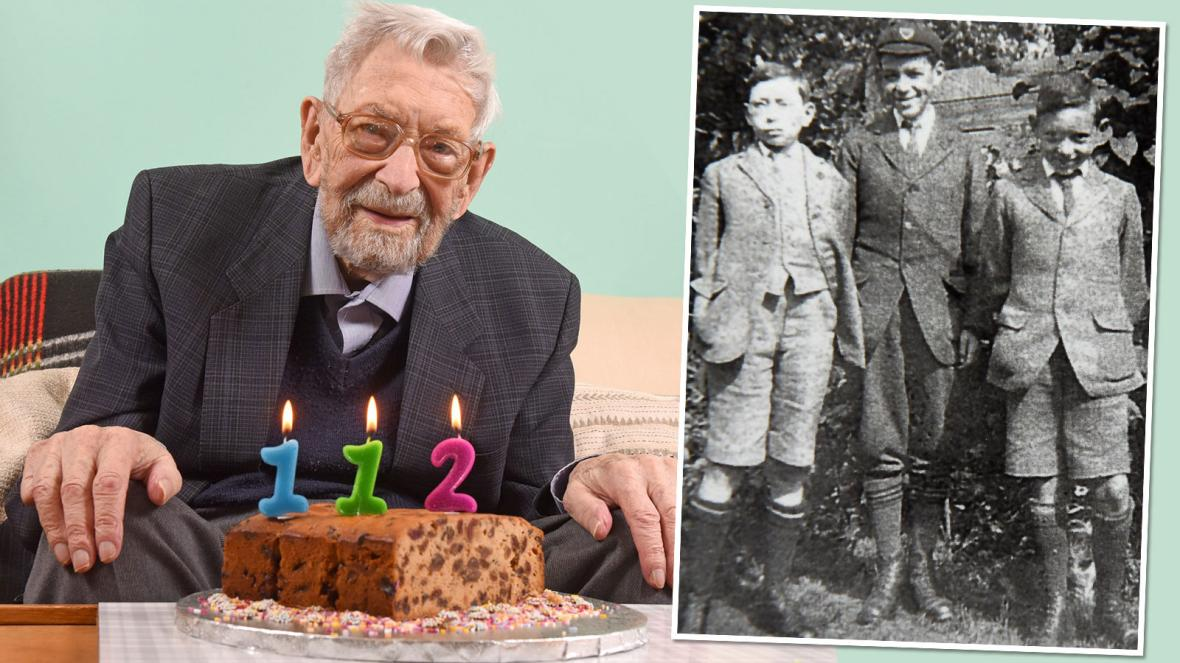
Robert Weighton

Robert (Bob) Weighton (Kingston upon Hull, 29 maart 1908 - Alton, 28 mei 2020) was  een Britse supereeuweling en was, toen hij stierf, de op één na oudste nog levende man ter wereld. 
Weighton was samen met Alfred (Alf) Smith uit het Schotse Perth op dezelfde dag geboren (29 maart 1908) en waren daardoor allebei de oudste nog levende mannen uit het Verenigd Koninkrijk van 27 november 2016 tot het overlijden van Smith op 4 augustus 2019. Sindsdien was Weighton alleen titelhouder. 
Sinds het overlijden van Hilda Clulow op 24 december 2019 was Weighton de oudste nog levende persoon uit het Verenigd Koninkrijk. Ook deze titel deelde hij met een vrouw die op dezelfde dag geboren was (Joan Hocquard, 29 maart 1908). Hocquard stierf uiteindelijk vijf maanden na Weighton, op 24 oktober 2020.
Na het overlijden van de 114-jarige Duitser Gustav Gerneth op 21 oktober 2019 werd Weighton de oudste nog levende man in Europa. Hij was de op één na oudste man ter wereld na Tomás Pinales Figuereo (31 maart 1906 - 24 september 2020).
Weighton overleed op 112-jarige leeftijd aan de gevolgen van kanker. Hij had drie kinderen, 10 kleinkinderen en 25 achterkleinkinderen.